# 24 ربيع الآخر
- السبت
- الأحد
- الاثنين
- الثلاثاء
- الأربعاء
- الخميس
- الجمعة

- 2528 سبتمبر 2024
- 2629 سبتمبر 2024
- 2730 سبتمبر 2024
- 281 أكتوبر 2024
- 292 أكتوبر 2024
- 303 أكتوبر 2024
- 14 أكتوبر 2024
- 25 أكتوبر 2024
- 36 أكتوبر 2024
- 47 أكتوبر 2024
- 58 أكتوبر 2024
- 69 أكتوبر 2024
- 710 أكتوبر 2024
- 811 أكتوبر 2024
- 912 أكتوبر 2024
- 1013 أكتوبر 2024
- 1114 أكتوبر 2024
- 1215 أكتوبر 2024
- 1316 أكتوبر 2024
- 1417 أكتوبر 2024
- 1518 أكتوبر 2024
- 1619 أكتوبر 2024
- 1720 أكتوبر 2024
- 1821 أكتوبر 2024
- 1922 أكتوبر 2024
- 2023 أكتوبر 2024
- 2124 أكتوبر 2024
- 2225 أكتوبر 2024
- 2326 أكتوبر 2024
- 2427 أكتوبر 2024
- 2528 أكتوبر 2024
- 2629 أكتوبر 2024
- 2730 أكتوبر 2024
- 2831 أكتوبر 2024
- 291 نوفمبر 2024
- 302 نوفمبر 2024
- 13 نوفمبر 2024
- 24 نوفمبر 2024
- 35 نوفمبر 2024
- 46 نوفمبر 2024
- 57 نوفمبر 2024
- 68 نوفمبر 2024

24 ربيع الآخر أو 24 ربيع الثاني أو يوم 24 \ 4 (اليوم الرابع والعشرون من الشهر الرابع) هو اليوم الثالث عشر بعد المائة (113) من أيَّام السنة (أو الرابع عشر بعد المائة لو كان شهر صفر مُتممًا لليوم الثلاثين) وفق التقويم الهجري القمري (العربي). يبقى بعده 241 أو 242 يومًا لانتهاء السنة.

## أحداث
- 512 هـ - تولي أبو المنصور الفضل المسترشد بالله الخلافة، وهو الخليفة التاسع والعشرون في سلسلة خلفاء الدولة العباسية.
- 583 هـ - انتصار المسلمين بقيادة صلاح الدين الأيوبي على الصليبيين في موقعة حطين، وكان انتصارا عظيما، فتح له الطريق لاستعادة بيت المقدس من أيدي الصليبيين، بعد أن ظل بيت المقدس أسيرا مدة طويلة.
- 1288 هـ - القوات الفرنسية تقمع ثورة المجاهد الجزائري محمد أمزيان.
- 1343 هـ - توجيه إنذار بريطاني إلى حكومة سعد زغلول عقب مقتل سردار الجيش المصري وحاكم السودان السير لي ستاك بوجوب إعلان الاعتذار وتقديم التعويض اللازم وسحب القوات المصرية من السودان، وقد وافقت الحكومة المصرية على هذه المطالب فيما عدا ما يتعلق بالسودان، ولما أصر البريطانيون على مطالبهم استقال سعد زغلول احتجاجًا على ذلك.
- 1412 هـ - الزعيم الشيشاني جوهر دوداييف يعلن استقلال الشيشان عن روسيا، بعد انتخابات رئاسية أسفرت عن اختياره رئيساً للبلاد، مما أدى إلى نشوب حرب عنيفة استمرت حتى نوفمبر 1994 قتل خلالها «دوداييف».
- 1425 هـ - الرجل الثاني في تنظيم القاعدة أيمن الظواهري يتوعد الولايات المتحدة من خلال شريط صوتي من المساس بمعتقلي جوانتانامو.
- 1429 هـ - انتخاب همام سعيد كمراقب عام الإخوان المسلمون في الأردن خلفًا لسالم الفلاحات.
- 1430 هـ -
  - انتخاب رئيس كتلة جبهة التوافق إياد السامرائي رئيسًا لمجلس النواب العراقي بعد جدل دام أكثر من أربعة أشهر بعد استقالة رئيس البرلمان الأسبق محمود المشهداني.
  - عبد العزيز بوتفليقة يؤدي اليمين الدستورية رئيسًا للجزائر لفترة رئاسية ثالثة.
- 1435 هـ - استقالة حكومة حازم الببلاوي وتكليف إبراهيم محلب بتكوين حكومة جديدة في مصر.
- 1436 هـ - اشتعال مُظاهراتٍ في عددٍ من المُدن التُركيَّة إثر العُثور على جُثَّة المُراهقة أوزكه جان أصلان التي تبيَّن أنها اغتُصبت وأُحرقت من قِبل سائق ميكروباص ومُساعداه.

## مواليد
- 1341 هـ - ناصر الدين الأسد، أديب ومفكّر أردني.
- 1289 هـ - خليل مطران، شاعر ولد في بلبنان وعاش بمصر، ولقب بشاعر القطرين.
- 1345 هـ - عميروش آيت حمودة، ثوري جزائري.
- 1354 هـ - عدنان خاشقجي، رجل أعمال سعودي.
- 1364 هـ - يحيى الفخراني، ممثل مصري.
- 1393 هـ -
  - ميسون عزام، إعلامية فلسطينية.
  - نضال نجم، ممثل أردني.
- 1406 هـ - محمد الرمضان، ممثل كويتي.

## وفيات
- 172 هـ - عبد الرحمن الداخل، مؤسس الدولة الأموية في الأندلس.
- 1415 هـ - الشاب حسني، مغني جزائري.
- 1418 هـ - شاكر مصطفى، مؤرخ سوري.
- 1420 هـ - عطية محمد سالم، عالم دين مصري.
- 1433 هـ - شنودة الثالث، بابا وبطريرك الكنيسة القبطية الأرثوذكسية.
- 1442 هـ - نبيل فاروق، كاتب مصري
- 1445 هـ - زياد الدين الأيوبي، وزير أوقاف سوري.

## وصلات خارجية
- موقع قصة الإسلام: حدث في شهر ربيع الأوَّل.